# Buffalo buffalo Buffalo buffalo buffalo buffalo Buffalo buffalo

Cây cú pháp đơn giản hóa:
PN = danh từ riêng.
N = danh từ.
V = động từ.
NP = cụm danh từ.
RC = mệnh đề quan hệ.
VP = cụm động từ.
S = câu.

"Buffalo buffalo Buffalo buffalo buffalo buffalo Buffalo buffalo" là một câu có ngữ pháp hợp lệ trong tiếng Anh. Câu này là một ví dụ về cách thức mà các từ đồng âm nhưng khác nghĩa (homonym) và các từ đồng âm nhưng khác chữ viết (homophone) có thể được sử dụng để tạo ra các cấu trúc ngôn ngữ phức tạp. Câu này đã được bàn luận trong văn học kể từ khi nó được giáo sư William J. Rapaport tại Đại học tại Buffalo sử dụng vào năm 1972. Giáo sư Rapaport đã đăng câu này trên Linguist List vào năm 1992. Câu này cũng xuất hiện trong một cuốn sách năm 1994 có tựa đề The Language Instinct của Steven Pinker với vai trò như một thí dụ về một câu mà "trông có vẻ như vô nghĩa" nhưng thực ra lại đúng ngữ pháp. Pinker nêu đích danh học trò của ông, Annie Senghas, chính là người đã chế tác ra câu này.
Ý nghĩa của câu này dần trở nên rõ ràng hơn khi nó được hiểu là thành phố Buffalo, New York và động từ ít phổ biến là "to buffalo" (có nghĩa là "ăn hiếp hay bắt nạt"), và khi phép chấm câu và ngữ pháp được mở rộng thì câu này được đọc như sau: "Buffalo buffalo that Buffalo buffalo buffalo, buffalo Buffalo buffalo". Nghĩa của nó càng rõ ràng hơn khi các từ đồng nghĩa được dùng để giải thích nó như sau: "Buffalo-origin bison that other Buffalo bison intimidate, themselves bully Buffalo bison" (tạm dịch: "Chính mấy con bò bison tại Buffalo mà bị mấy con bò bison tại Buffalo khác ăn hiếp, lại ăn hiếp mấy con bò bison tại Buffalo").

## Giải thích

Biểu đồ Reed-Kellogg của câu.

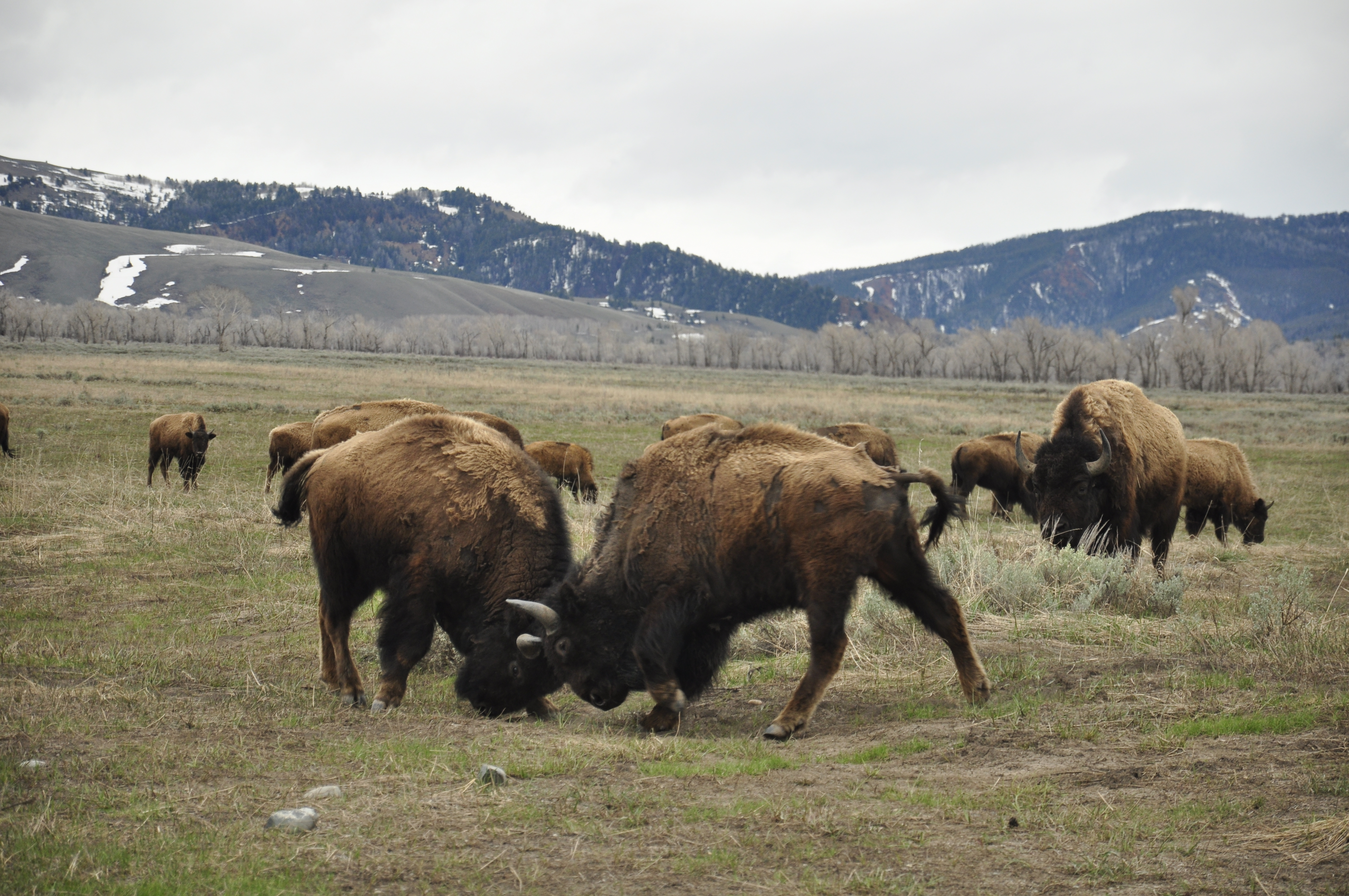
Bò bison, trong tiếng Anh Mỹ là "buffalo" trong một cuộc tranh giành quyền lãnh thổ. Câu này giả sử rằng giống bò bison ở Buffalo có một lịch sử bắt nạt với các con bison khác, cũng từ Buffalo mà đến.

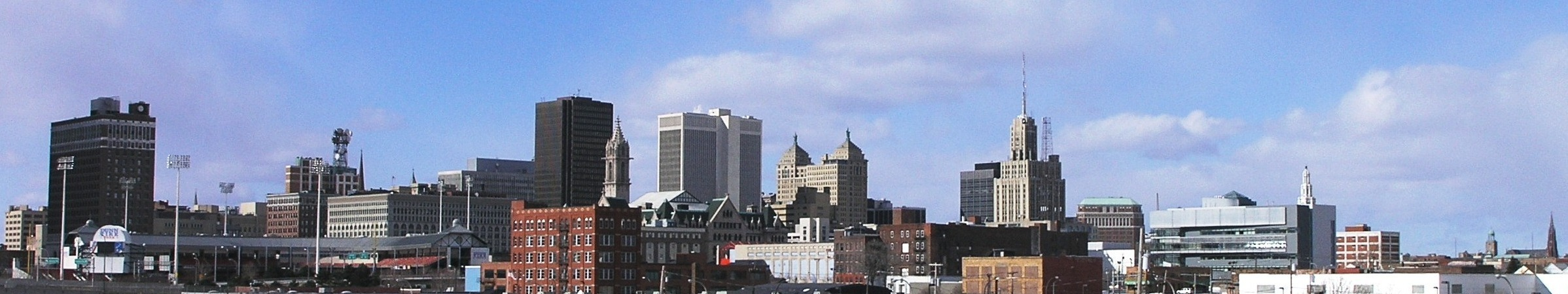
Thành phố Buffalo, bang New York.

Câu này không có chấm phẩy và sử dụng ba cách đọc khác nhau của từ "buffalo". Theo thứ tự sử dụng ba từ "buffalo" đầu tiên là như sau:
- a. thành phố Buffalo, New York tại Hoa Kỳ, được dùng trong vai trò như một danh từ phụ trợ để bổ nghĩa cho danh từ "con vật" đi sau.
- n. danh từ buffalo (là một con vật) ở dạng số nhiều (tương đương với "buffaloes" hay "buffalos") để tránh phải dùng mạo từ.
- v. động từ "buffalo" có nghĩa là bắt nạt, ăn hiếp, lừa đảo, nhầm lẫn.

Đánh dấu mỗi từ "buffalo" với cách sử dụng của nó như được mô tả ở phía trên sẽ cho ra:
Buffaloa buffalon Buffaloa buffalon buffalov buffalov Buffaloa buffalon.
Câu này vận dụng các mệnh đề liên kết giản lược được phép sử dụng trong tiếng Anh – nghĩa là các mệnh đề này không có các đại từ liên kết hay các dấu liên kết khác. Như thế đại từ liên kết that hay which đáng lẽ ra xuất hiện giữa chữ thứ hai và chữ thứ ba của câu có thể được loại bỏ.
Như thế, khi được phân tích thì câu này được đọc như là một lời quả quyết rằng mấy con bò rừng bison mà bị ăn hiếp bởi mấy con bò bison khác chính ra cũng đang ăn hiếp mấy con bò rừng bison (ít ra tại thành phố Buffalo – ám chỉ thành phố Buffalo của tiểu bang New York):
Buffalo buffalo (mấy con bò rừng từ thành phố Buffalo, bang New York) [that] Buffalo buffalo buffalo (mà mấy con bò rừng từ thành phố Buffalo, bang New York ăn hiếp) buffalo Buffalo buffalo (đang ăn hiếp mấy con bò rừng từ thành phố Buffalo, bang New York).
Câu này có thể được làm cho dễ hiểu hơn bằng cách thay thế các từ đồng nghĩa như "bison" cho con vật "buffalo", "bully" cho động từ "buffalo", và "New York" để chỉ tiểu bang của thành phố Buffalo:
"New York bison New York bison bully bully New York bison", hay:
"New York bison whom other New York bison bully, themselves bully New York bison".
Hay cách thay thế khác vẫn giữ nguyên tên thành phố Buffalo:
"Buffalo bison Buffalo bison bully bully Buffalo bison".

## Nhận xét
Thomas Tymoczko chỉ ra rằng không có gì đặc biệt đối với tám chữ "buffalo"; bất cứ câu nào có đơn độc mỗi từ "buffalo" được lặp đi lặp lại với bất cứ số lần đọc nào cũng đều đúng ngữ pháp. Câu ngắn nhất là "Buffalo!", được dùng như một câu mệnh lệnh cách để bắt nạt người nào đó ("You, buffalo!") mà trong câu đó chủ ngữ được hiểu là "you" đã bị loại bỏ. Tymoczko sử dụng câu này như một thí dụ để minh họa luật rewrite trong các ngôn ngữ.

## Các trường hợp khác
Các từ tiếng Anh khác cũng có thể sử dụng để tạo những câu mang tính chất "chơi" ngữ pháp tương tự (dù không nhất thiết phải có nghĩa), tạo ra một chuỗi lặp liên tục. Bất cứ từ nào vừa là danh từ số nhiều vừa là ngoại động từ không biến đổi (khi chia động từ) đều có thể làm được; như, police (cảnh sát/khống chế) hay dice (xúc xắc/đổ xúc xắc).
Một câu khá tượng tự khác và không có dấu chấm câu có thể kể đến là "James while John had had had had had had had had had had had a better effect on the teacher". Câu nói nhắc đến một tình huống trong lớp học tiếng Anh có liên quan tới từ had, và có thể viết lại với các dấu chấm câu như sau: "James, while John had had 'had', had had 'had had'; 'had had' had had a better effect on the teacher."

### Một số ví dụ
- "Will Will will the will to Will?" ("Liệu Will có định để lại tờ di chúc cho Will?". Cách khác, "Will Will will Will the will?").
- "Rose rose to put rose roes on her rows of roses." (Robert J. Baran) ("Rose đứng dậy để bỏ trứng cá màu hồng vào hàng hoa hồng.").
- James while John had had had had had had had had had had had a better effect on the teacher[6] (cách khác: "James, while John had had 'had', had had 'had had'. 'Had had' had had a better effect on the teacher").
- That that is is that that is not is not is that it it is (viết chính xác là: "That that is, is. That that is not, is not. Is that it? It is").
- If it is it, it is it, if it is, it is it, it is!.
- Can can can can can can can can can can. (có thể viết rõ lại là: "Is it possible for examples of the dance that have been outshined to outshine others?" hay nhiều cách khác).
- If the police police police police, who polices the police police? Police police police police police police!.[7]